# Sint-Nicolaasbasiliek (IJsselstein)
De Sint-Nicolaasbasiliek is een rooms-katholieke basiliek in IJsselstein. Deze driebeukige hallenkerk werd tussen 1885 en 1887 naar een ontwerp van Alfred Tepe gebouwd in neogotische stijl.
De zijbeuken zijn uitgevoerd zoals bij het Haagse hallentype, maar met wolfsdaken. Van de hand van de beeldhouwer Friedrich Wilhelm Mengelberg zijn het kleurrijke hoogaltaar (1893), het linker zijaltaar (1889), het triomfkruis (1889) en de kruiswegstaties (1888).
De kerk is een bedevaartplaats vanwege de Mariabeeltenis Onze Lieve Vrouw van Eiteren Hulp in nood, die zich in de Mariakapel bevindt. Vanwege de betekenis als bedevaartplaats verleende paus Paulus VI de kerk op 11 november 1972 de titel van Basilica minor, is de hoogste eretitel voor een kerkgebouw buiten de stad Rome.

## Diversen
- In de periode 1968-1972 werd een restauratie uitgevoerd.
- Van 22 april 2007 tot en met 3 januari 2010 kwamen de tweewekelijkse vieringen van het Omroeppastoraat uit deze kerk.

## Afbeeldingen

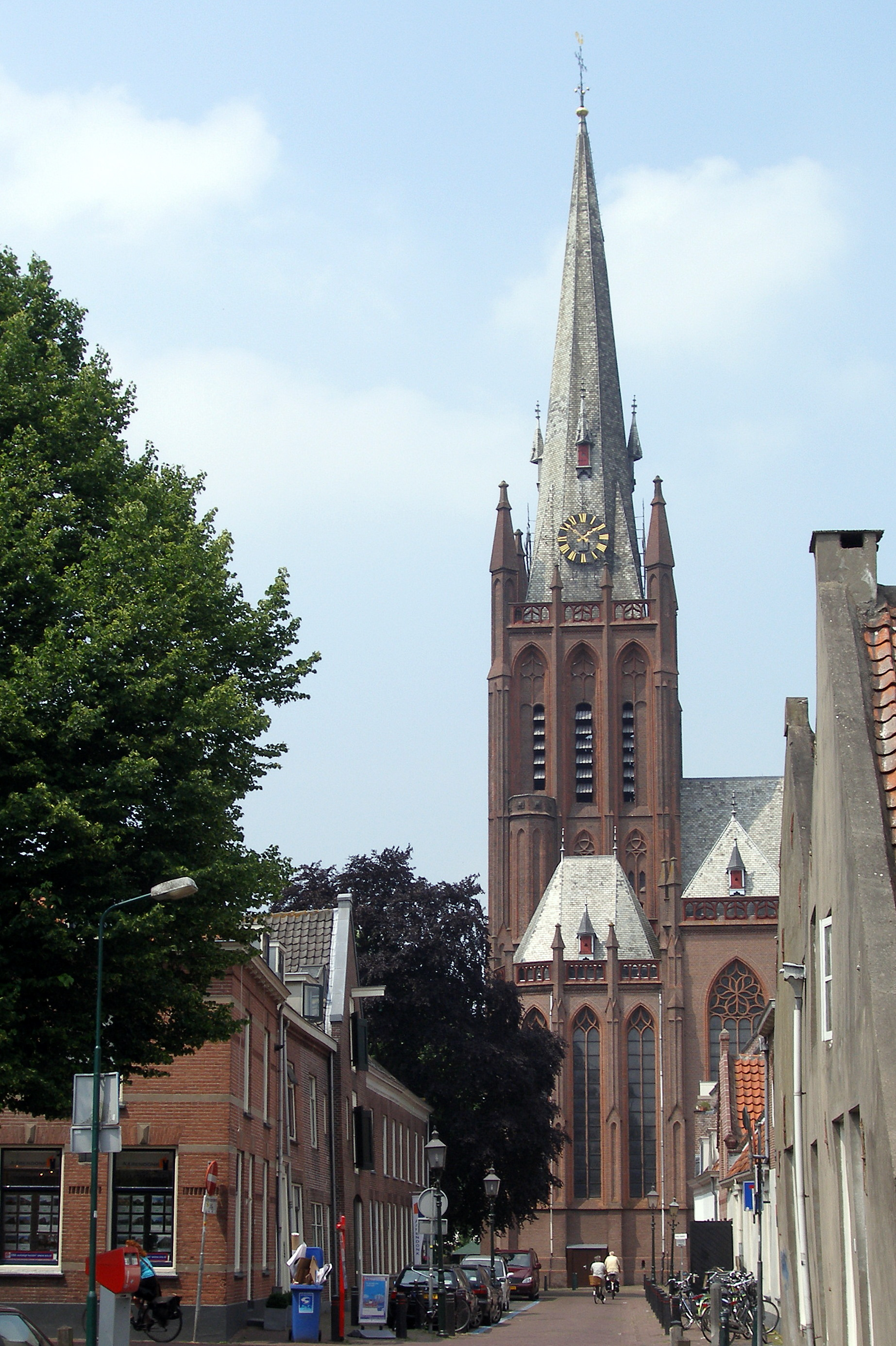
Toren
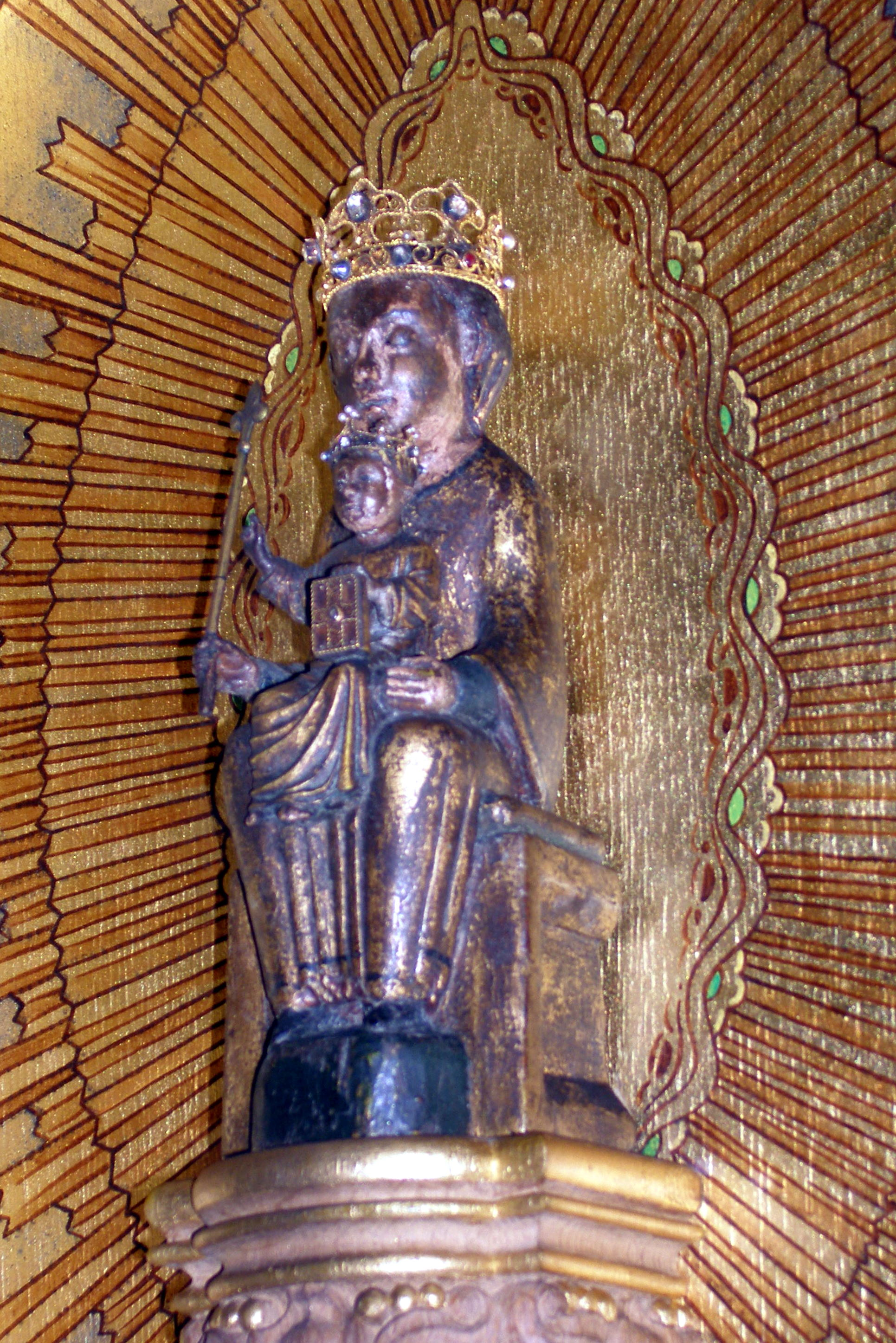
OLV van Eiteren
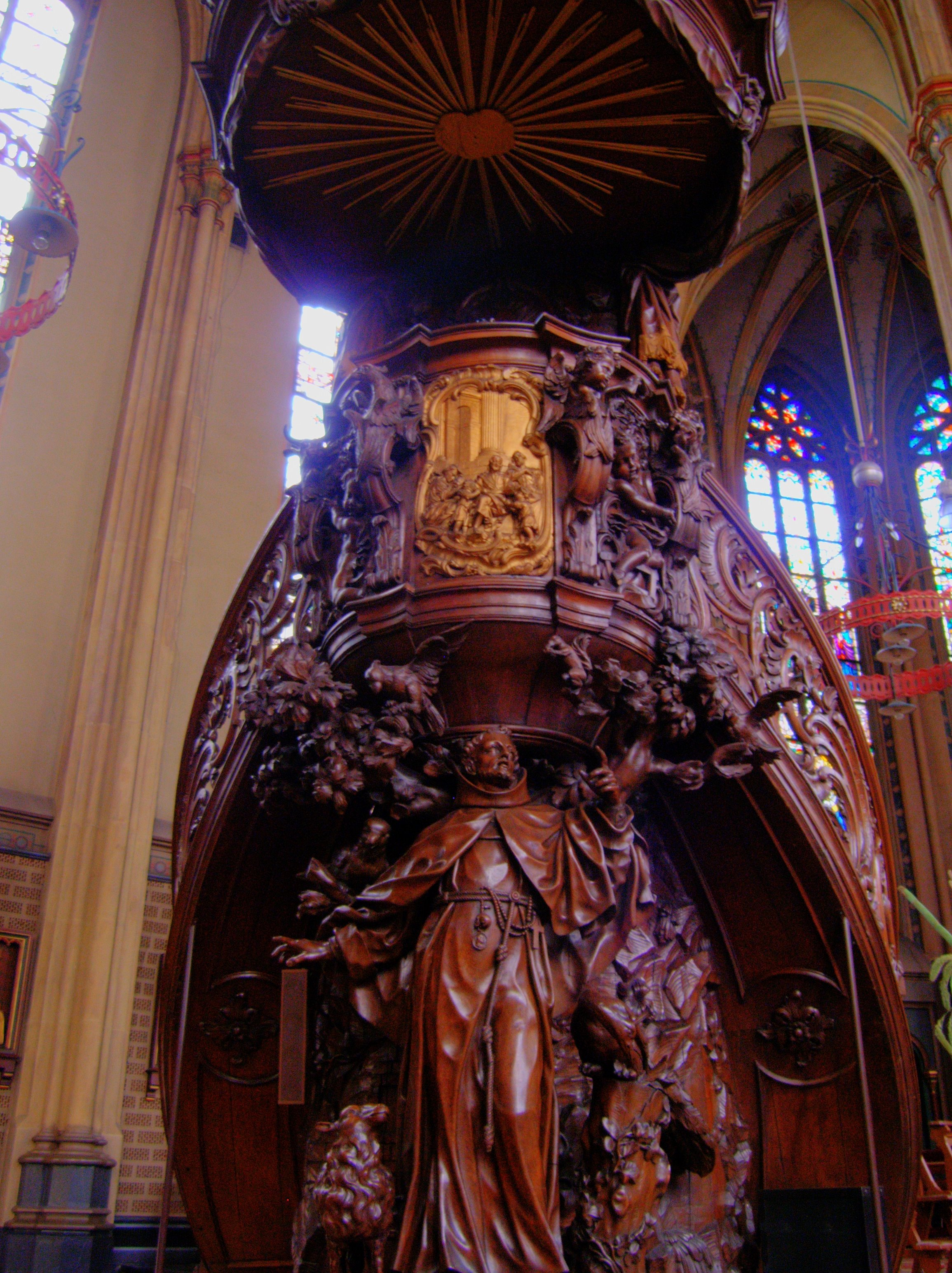
Kansel

Sint-Georgiusbasiliek (Almelo) · Co-kathedrale basiliek van de Heilige Nicolaas (Amsterdam) · Sint-Franciscusbasiliek (Bolsward) · Sint-Petrusbasiliek (Boxmeer) · Sint-Petrusbasiliek (Boxtel) · Sint-Janskathedraal (Den Bosch) · Sint-Calixtusbasiliek (Groenlo) · Kathedrale basiliek Sint Bavo (Haarlem) · Sint-Lambertusbasiliek (Hengelo Ov) · Sint-Willibrordusbasiliek (Hulst) · Sint-Nicolaasbasiliek (IJsselstein) · Sint-Jansbasiliek (Laren NH) · Onze-Lieve-Vrouwebasiliek (Maastricht) · Sint-Servaasbasiliek (Maastricht) · Basiliek van het H. Sacrament (Meerssen) · Sint-Petrusbasiliek (Oirschot) · Sint-Plechelmusbasiliek (Oldenzaal) · Sint-Jansbasiliek (Oosterhout NB) · Basiliek van de H.H. Agatha en Barbara (Oudenbosch) · Basiliek van de Heilige Kruisverheffing (Raalte) · Sint-Liduinabasiliek (Schiedam) · Basiliek van de H.H. Wiro, Plechelmus en Otgerus (Sint Odiliënberg)  · Basiliek van Onze-Lieve-Vrouw van het Heilig Hart (Sittard) · Sint-Amelbergabasiliek (Susteren) · Sint-Pancratiusbasiliek (Tubbergen) · Sint-Martinusbasiliek (Venlo) · Basiliek van Onze-Lieve-Vrouw-ten-Hemelopneming (Zwolle)